# Sega Game Gear
Sega Game Gear|ゲームギア|Ґе:му Ґіа| це 8-розрядний портативна ігрова консоль випущена Sega 6 жовтня 1990 року в Японії, 1991 в Північній Америці і Європі і Австралії в 1992 році Game Gear в основному конкурували з Game Boy від Nintendo ,Atari Lynx і TurboExpress компанії NEC. Ручні акції більшу частину свого апаратного забезпечення з Master System і здатний відтворювати свої власні ігри, а також ті з основної системи, причому останній стало можливим за рахунок використання адаптера. Містять повноколірний екран з підсвічуванням з альбомному форматі, Sega позиціонує Game Gear як технологічно перевершує КПК і Game Boy.
Sega Game Gear був доставлений на ринок, його унікальна бібліотека ігор і ціна точка дала йому перевагу над Atari Lynx і TurboExpress. Проте, через проблеми з його короткого життя батареї, відсутність оригінальних назв, і слабкої підтримки з боку Sega, то Game Gear не зміг перевершити Game Boy, продаж 10,62 мільйонів одиниць до березня 1996 року Game Gear змінив Sega Nomad в 1995 році і припинено в 1997 році був повторно випущений як бюджетна система по Majesco в 2000 році за ліцензії Sega.
Прийом Game Gear був змішаний з похвалою за його екран з підсвічуванням повноколірний і обчислювальною потужністю для свого часу, критичні зауваження з приводу його великого розміру і терміну служби батареї, а також нерівномірного прийому над якістю своєї Бібліотеки ігор.

## Історія
Розроблено під кодовою назвою «Project Mercury», Game Gear був вперше випущений в Японії 6 жовтня 1990, в Північній Америці і Європі в 1991 році, а в Австралії в 1992 році. Спочатку роздрібна торгівля в JP ¥ 19800 в Японії, US $ 149,99 в Північній Америці і Великій Британії £ 99,99 в Європі, Game Gear був розроблений, щоб конкурувати з Game Boy, яка була випущена Nintendo в 1989 році. Консоль була розроблена як портативний варіант Master System, і показав більш потужні системи, ніж Game Boy, в тому числі повнокольоровий екран, на відміну від монохроматичного екрану свого конкурента. Для того, щоб поліпшити при проектуванні своїх конкурентів, Sega змоделювали Game Gear з подібною формою до контролера Mega Drive, ідея в тому, що вигнуті поверхні і більше довжина мала зробити Game Gear більш зручно тримати, ніж Game Boy. Незважаючи на схожість Game Gear спільно з Master System, ігри останнього не були безпосередньо відтворюватися на Game Gear, і тільки були в змозі грати на КПК за допомогою аксесуара під назвою Master System Converter. Оригінальний Game Gear пачка в назві було Стовпці, який був схожий на картридж Tetris, який включав Nintendo, коли вона розпочала продажі Game Boy.